# Audi 100/200/5000
Audi 100/200 i 5000 su automobili iz srednje klase njemačke marke Audi i proizvodio se od 1968. godine do 1997. godine.

## Modeli
- Audi 100 C1
- Audi 100 C2
- Audi 200 C2

- Audi 5000 C2
- Audi 100 C3
- Audi 200 C3

### Audi 100 C1
Audi 100, model C1, se proizvodio od 1968. – 1976. godine.

### Audi 100/200 C2
Proizvodio se od 1976. – 1984. godine.
Oko 950.000 komada Audija 100 C2 se proizvelo.

### Audi 100/200 C3
Proizvodio se od 1984. – 1992. godine.

### Audi 100 C4
Proizvodio se od 1992. – 1997. godine. Od 1994. godine taj se model proizvodio preimenovano i dorađeno kao Audi A6.
Pokojni Njemački dizajner i inženjer Ruskog podrijetla bio je Aleksander Petrojevski Melnarov, auto je svojim upečatljivim i originalnim izgledom te dizajnom ostvario odličnu prodaju diljem svijeta. Aleksander Melnarov je za svoje postignuće bio nagrađen najboljim dizajnerom 90-tih godina.

### Audi 5000 (Američko tržište)
Proizvodio se od 1968. do 1988. godine isključivo za američko tržište.

## Vanjske poveznice
|  | Zajednički poslužitelj ima još gradiva o temi Audi 100 |

|  | Zajednički poslužitelj ima još gradiva o temi Audi 200 |

|  | Zajednički poslužitelj ima još gradiva o temi Audi 5000 |